# Ad nauseam
Ad nauseam is een begrip uit het Latijn en betekent "tot misselijkwordens toe" of "tot walgens toe". 
Het begrip wordt vooral gebruikt ter aanduiding van de drogreden argumentum ad nauseam. Dit is een discussietechniek die erin bestaat een argument of bewering zo vaak te herhalen dat de tegenstander in het debat geen weerwoord meer geeft. Herhaling op zichzelf geeft een argument al meer kracht, doordat het zich vastzet bij de toehoorders. Tegenstrevers in het debat moeten zodoende steeds hetzelfde tegenargument opwerpen. Zij worden die herhaling moe en geven het tegenspreken dan ook maar op. Dit kan door de toehoorders (ten onrechte) worden opgevat als teken van zwakte van hun argumenten en bekrachtiging van het telkens herhaalde argument.
Een verwant Nederlandstalig begrip is het stokpaardje.